# Sprengung verendeter Rinder
Die Praktik der Sprengung verendeter Rinder wurde zumindest bis 2001 in Österreich im Bundesland Vorarlberg ausgeübt. Der Zweck war die kostengünstige Entsorgung von an schwer zugänglichen Stellen gestorbenen Rindern.

## Hintergrund
Verendet eine Kuh oder ähnliches Vieh außerhalb des Schlachthofes durch Blitzschlag, Sturz, Krankheit oder aus ähnlichem Grund, so obliegt es in Österreich dem Eigentümer, also in der Regel dem Landwirt, für den Abtransport und die Entsorgung des Tierkörpers zu sorgen, um den Gewässerschutz und ein intaktes Landschaftsbild sicherzustellen. In den Vorarlberger Alpen kommen pro Jahr etwa 20 solcher Todesfälle vor. Befindet sich der Kadaver auf einer Alm oder an sonst einer nicht mit einem LKW erreichbaren Stelle, so ist nur ein Abtransport mittels Hubschrauber möglich. Dieser kostete 2001 15.000 österreichische Schilling. Das entspricht 2025 inflationsbereinigt ca. 1.500 Euro.
Obwohl zumindest in Vorarlberg 80 Prozent dieser Transportkosten vom Bundesland übernommen wurden, der Landwirt also nur ca. 3.000 Schilling für den Hubschrauber zu bezahlen hatte, war es dort üblich, die Tiere stattdessen durch Sprengung vor Ort zu beseitigen. Dies schlug 2001 lediglich mit 500 Schilling zu Buche. Somit konnte der Landwirt durch die Sprengung ca. 2.500 Schilling (ca. 250 Euro) einsparen. Die Explosion zerriss das Tier in kleinere Stücke, die dann schneller verwesen oder von Aasfressern wie Vögeln und Füchsen beseitigt werden sollten. Die Explosion wurde entweder von Sprengmeistern, was wiederum erhöhte Kosten bedeutete, oder von den Landwirten selbst herbeigeführt.

## Rechtliche Lage in Vorarlberg
Gemäß der Verordnung des Landeshauptmannes über die Beseitigung tierischer Abfälle, die vom 19. Dezember 1997 bis 15. März 2004 (in veränderter Fassung) in Kraft war, bestand nach § 2 für „Körper und Körperteile aller verendeten, tot geborenen, ungeborenen sowie zum Zweck der Seuchenbekämpfung oder Beseitigung getöteten Tiere“ eine Ablieferungspflicht bei einer Wiederverwertungsgesellschaft.
Ausnahmen von der Ablieferungspflicht bestanden nur in bestimmten Fällen. Insbesondere galt nach § 3 Abs. 1:

„Tierische Abfälle unterliegen nicht der Ablieferungspflicht, wenn sie nur gelegentlich anfallen und ihr Gewicht 40 kg nicht übersteigt, sofern sie auf eigenem Grund oder im Rahmen der Jagdausübung ohne unzumutbare Umweltbeeinträchtigung beseitigt werden. […]“

## Diskussion und öffentliche Wahrnehmung
Das Sprengen von toten Rindern in Vorarlberg wurde 2001 der breiten Öffentlichkeit bekannt, als Fritz Amann, der damalige Vizepräsident des Vorarlberger Landtages, diese angeblich „gängige“ Praxis in einer Plenarsitzung kritisierte und mit Fotografien belegte. Noch in derselben Sitzung versprach unmittelbar darauf der Landesrat für Landwirtschaft, Umweltschutz und Forstwesen, Erich Schwärzler, diese Sprengungen einzustellen.
Die Kuhsprengungen in Vorarlberg erfuhren daraufhin ein weltweites Medienecho.
Das Verfahren wurde vereinzelt als umweltfreundlich, kostengünstig oder effizient verteidigt.

## Kritik
Der im Landtag für Umweltschutz zuständige Landesrat Erich Schwärzler befürchtete, dass die Kadaver das Grundwasser verseuchen könnten. In der Fremdenverkehrsregion könne zudem Touristen durch auf Wiesen verrottende Kadaverteile die Lust aufs Wandern vergehen. Es komme vor, dass von den Tieren große Stücke zurückblieben.

## Weitere Entwicklung
Die am 15. März 2004 in Vorarlberg in Kraft getretene Verordnung des Landeshauptmannes über die Meldung, Ablieferung, Weiterleitung sowie Übernahme tierischer Nebenprodukte und Materialien verpflichtet Erzeuger tierischer Abfälle ausnahmslos dazu, diese beim Wiederverwerter abzuliefern oder von diesem abholen zu lassen. Dafür wurde die volle Kostenübernahme durch das Land für die Abholung sogenannter Falltiere zugebilligt, womit die wirtschaftliche Motivation für die Sprengungen entfiel. 2021 wurden durch Hubschrauberbergungen 52 tote Tiere abtransportiert. Ist auch eine Hubschrauberbergung – z. B. wegen unwegsamen Geländes – nicht möglich, wird das tote Tier liegen gelassen.
Mit Stand 2025 ist eine Erstattung von 80 % der Bergungskosten eines Hubschrauberfluges an den Bauern vorgesehen.

## Ähnliche Vorkommnisse in anderen Ländern
Der aus Vorarlberg stammende Aktionskünstler Wolfgang Flatz erregte im Juli 2001 in Berlin öffentliches Aufsehen mit seiner Performance Fleisch, in deren Verlauf er ein geschlachtetes Rind aus 40 m Höhe von einem Hubschrauber abwerfen und am Boden zerbersten ließ.
2012 sind sechs Kühe in Colorado, USA in einer Berghütte erfroren, in der sie offenbar Zuflucht gesucht hatten. Die zuständigen Behörden erwogen die Sprengung der gefrorenen Kadaver samt Hütte. Dies sei in solchen Fällen eine bewährte Vorgehensweise, die auch schon bei Elchen und Pferden angewandt worden sei.